# إدوارد إل. جاكسون
إدوارد إل. جاكسون (بالإنجليزية: Edward L. Jackson)‏ هو قاضي ومحامي وسياسي أمريكي، ولد في 27 ديسمبر 1873 في مقاطعة هوارد في الولايات المتحدة، وتوفي في 18 نوفمبر 1954 في أورلينس في الولايات المتحدة بسبب سكتة. حزبياً، نشط في الحزب الجمهوري. وقد انتخب حاكم إنديانا ‏ (12 يناير 1925 – 14 يناير 1929) وانتخب Secretary of State of Indiana ‏.